# دمیترو اولکساندروویچ ولوشن
دمیترو اولکساندروویچ ولوشن (اوکراینی: Дмитро Олександрович Волошин؛ زادهٔ ۲۹ آوریل ۱۹۸۶) بازیکن فوتبال اهل اوکراین است.